# Büyüktaşlık
Büyüktaşlık  ist ein Dorf im Bezirk Sorgun der türkischen Provinz Yozgat. Der Ort liegt im Westen des Bezirks, etwa zehn Kilometer westlich von Sorgun sowie 20 Kilometer östlich des Provinzzentrums Yozgat. Über eine Landstraße ist er mit der nördlich verlaufenden Fernstraße D 200 (E 88) verbunden, die von Yozgat im Westen durch Sorgun nach Sivas im Osten führt.
Etwa zwei Kilometer nordöstlich des Ortes liegt der Siedlungshügel Uşaklı Höyük, der vom Chalkolithikum über Bronze- und Eisenzeit bis in die römische und byzantinische Zeit bewohnt war. In der Blütezeit der Siedlung, in der hethitischen Großreichszeit in der zweiten Hälfte des 2. Jahrtausends v. Chr., war hier wahrscheinlich die Stadt Zippalanda.